# ウィリアム・バートン・ロジャース
ウィリアム・バートン・ロジャース（William Barton Rogers、1804年12月7日 - 1882年5月30日）は、アメリカ合衆国の地質学者、物理学者、教育者。1861年、マサチューセッツ工科大学を創設したことで知られている。同大学は南北戦争が終結した1865年から学生を受け入れ始めた。バージニア州の最高峰 Mount Rogers は彼にちなんで名付けられている。

## 生涯

### 生い立ち
1804年12月7日、ペンシルベニア州フィラデルフィアにて生まれる。パトリック・カー・ロジャースとハンナ・ブライスの間に生まれた次男であり、アイルランド、スコットランド、イングランドの血を受け継いでいる。父パトリックはアイルランド出身で、18世紀末にアメリカに移住、ペンシルベニア大学を卒業して医学者になった。ウィリアムが生まれたころ、父はペンシルベニア大学で講師を務めていた。1819年、父パトリックはウィリアム・アンド・メアリー大学の自然哲学と数学の教授に就任。1828年に亡くなるまで同大学に勤務した。
ウィリアムには3人の兄弟ジェームズ・B・ロジャース (1802–1852)、ヘンリー・D・ロジャース (1808–1866)、ロバート・E・ロジャース (1813–1884) がおり、それぞれ著名な科学者となった。

### 教育と職歴
父から教育を受け、メリーランド州ボルチモアの学校に通い、さらにウィリアム・アンド・メアリー大学を卒業。1827年、メリーランド・インスティテュートで科学についての一連の講義をしている。1828年には父の後を継いでウィリアム・アンド・メアリー大学で自然哲学の教授となり、1835年まで務めた。その間、露やボルタ電池を調査研究したり、東バージニアによく見られる緑砂やカルシウム泥灰土とそれらの肥料としての価値について一連の論文を書いた。
1833年、地質学がブームになっていたイングランドから弟ヘンリーが帰国。その影響を受け、ウィリアムも地質学の研究を開始した。そして緑砂に関する論文の実用的価値がバージニア州議会の目にとまった。ロジャースはその機会を利用してバージニアの地質調査の必要性を訴え、1835年に地質調査の指揮を任された。
1835年までに弟ヘンリーがペンシルベニア州に地質学者として雇われており、2人は共同でアパラチア山脈の地質調査を行った。その共同調査で、鉱物や岩石の水への溶解性について研究し、石炭層がそれを取り囲む地層による擾乱が大きいほど揮発性成分が抜けて固くなることを明らかにした。2人が共同執筆した論文 “The Laws of Structure of the more Disturbed Zones of the Earth's Crust” で初めて山脈の波動理論を提唱。さらにウィリアムは断層の分布の法則を提唱。1842年には調査が終了となった。というのも州の税収が1837年から減少したため、地質調査の予算が削減されたためである。その間に6巻の著作 “Reports of the Geological Survey of the State of Virginia” (Richmond, 1836–40) を出版したが、発行部数は少ない。後に Jed Hotchkiss がその内容をまとめ、地図を添えた Papers on the Geology of Virginia (New York, 1884) を出版した。
1835年、地質調査と並行してバージニア大学 (UVA) の自然哲学の教授に就任。そこでカリキュラムに鉱物学と地質学を加え、地質学、化学、物理学の研究を行った。UVAの哲学部門の責任者として、バージニア州議会の「名誉学位」授与の要請を断わり続け、1853年には抗議の意味をこめて辞職した。なお、MITはその歴史上名誉学位を授与したことがない。実際、1848年には辞表を提出していたが残るよう説得されていた。1849年、ボストンのエマ・サベージと結婚。
辞職後ボストンに移り、ボストン自然史学会とアメリカ芸術科学アカデミーの後援の下で活発に活動。このころの論文はそれらの会報や American Journal of Science に発表している。1859年ごろから、大規模な調査研究と有益な知識の一般への普及という機能を兼ね備えた技術教育機関創設という構想にボストンの人々の関心を集め始めた。これが最終的にマサチューセッツ工科大学創設へとつながっていき、彼はその初代学長となった。
1861年、マサチューセッツ州からガスおよびガスメーターの検査官に任命される。ロジャースはそれをしぶしぶ受け入れ、測定標準を改善した。1862年には “The Application of Science to the Arts” と題した一連の講義を行った。

### MIT学長
1861年、マサチューセッツ州議会はMIT創設法案を可決し、ロジャースは1862年にその初代学長に就任した。1870年まで学長を務めたが、健康状態が悪化したため辞任。その後1878年から1881年まで必要に迫られて復職し、物理学と地質学の名誉教授としても活動した。
1882年、MITの卒業式でスピーチを行っている最中に倒れ、亡くなった。最後の言葉は「歴青炭 (bituminous coal)」だった。

### その他
ロジャースは Association of American Geologists and Naturalists（AAGN、1840年創設）の会長を1845年と1847年の2回務め、その紀要で重要な回想録をいくつか発表し、東バージニアの炭鉱内の温度の調査結果などを発表している。AAGNを発展させたアメリカ科学振興協会 (AAAS) の第1回会合の召集にも関与した。1875年にはAAASの会長に選ばれ、1881年にはAAAS初の名誉フェローに選ばれた。American Social Science Association 創設にも尽力し、初代会長に就任。米国科学アカデミーの当初からの会員であり、1878年から亡くなるまで会長を務めた。1866年、ハーバード大学からLL.D.を授与された。

## 著作
地質学、化学、物理学についての論文を多数発表しているが、次のような著作の作者でもある。
- Strength of Materials (Charlottesville, 1838)
- Elements of Mechanical Philosophy (Boston, 1852)
- Papers on the Geology of Virginia (New York, 1884)